# هيبروك للنقل البحري
هيبروك للنقل البحري (أو Hyproc Shipping Company) هي شركة عمومية جزائرية مقرها في وهران ، تابعة لمجموعة سوناطراك بنسبة 100% مجال نشاطها النقل البحري كل أنواع الطاقة.

## مولودية وهران
يوم 17 جويلية 2023 ، شركة هيبروك تصبح المالك الرسمي لنادي مولودية وهران بعد بشراء 90% من أسهم النادي.

## وصلات خارجية
- الموقع الرسمي